# Darstellungssatz von Riesz-Markow
Der Darstellungssatz von Riesz-Markow, teilweise auch Darstellungssatz von Riesz oder Darstellungssatz von Riesz-Markov-Kakutani genannt, ist ein mathematischer Satz aus dem Grenzgebiet der Maßtheorie und der Funktionalanalysis. Er trifft eine Aussage darüber, welche positiven Linearformen auf Funktionenräumen durch Maße dargestellt werden können und liefert damit auch Beschreibungen der entsprechenden topologischen Dualräume. Er ist nach Frigyes Riesz, Andrei Andrejewitsch Markow und Shizuo Kakutani benannt.

## Motivation
Betrachtet man einen Hausdorff-Raum {\displaystyle (X,\tau )} und einen dazugehörigen Maßraum {\displaystyle (X,{\mathcal {B}},\mu )}, versehen mit der Borelschen σ-Algebra {\displaystyle {\mathcal {B}}=\sigma (\tau )} und einem Borel-Maß (im Sinne eines lokal endlichen Maßes), so stellt man fest, dass für jedes {\displaystyle f\in C_{c}(X)}, also jede stetige Funktion mit kompaktem Träger
{\displaystyle \int _{X}f\mathrm {d} \mu <\infty }
gilt. Stetige Funktionen auf einem kompakten Träger sind also immer bezüglich eines Borel-Maßes integrierbar. Außerdem definiert
{\displaystyle I:C_{c}(X)\to \mathbb {K} }
ein lineares Funktional durch
{\displaystyle I(f)=\int _{X}f\mathrm {d} \mu },
das positiv ist in dem Sinne, dass
{\displaystyle f\geq 0\implies I(f)\geq 0}
ist. Darauf aufbauend stellen sich folgende Fragen:
1. Existiert zu jedem positiven Funktional im oben definierten Sinne ein Borel-Maß, das dieses Funktional „darstellt“?
2. Falls dieses Borel-Maß existiert, ist es eindeutig?

Außerdem stellen sich dann entsprechende weiterführende Fragen: Sind die obigen Fragen (positiv oder negativ) beantwortet, existieren weitere topologische Räume {\displaystyle X}, Funktionenklassen {\displaystyle {\mathcal {F}}(X)} und Mengen von Maßen {\displaystyle {\mathcal {M}}}, so dass sich jedes positive Funktional auf {\displaystyle {\mathcal {F}}(X)} durch Elemente aus {\displaystyle {\mathcal {M}}} darstellen lässt, und ist diese Darstellung eindeutig?

## Aussage
Sei {\displaystyle (X,\tau )} ein Hausdorff-Raum und {\displaystyle {\mathcal {B}}:={\mathcal {B}}(\tau )} die Borelsche σ-Algebra und {\displaystyle \mu } ein Radon-Maß auf {\displaystyle {\mathcal {B}}}. Für {\displaystyle \mu } gilt also
- lokale Endlichkeit: für jedes {\displaystyle x\in X} existiert eine offene Umgebung {\displaystyle U_{x}} mit {\displaystyle \mu (U_{x})<\infty }
- Regularität von innen: Für alle {\displaystyle A\in {\mathcal {B}}} gilt

{\displaystyle \mu (A)=\sup\{\mu (K)\,|\,K\subset A,\,K{\text{ kompakt}}\}}.
Des Weiteren sei
- {\displaystyle C_{c}(X)} der Raum aller stetigen Funktionen mit kompaktem Träger
- {\displaystyle C_{0}(X)} die Raum aller stetigen Funktionen, die im Unendlichen verschwinden
- {\displaystyle C(X)} der Raum aller stetigen Funktionen.

Eine lineare Abbildung
{\displaystyle I:{\mathcal {F}}\to \mathbb {K} }
von einem Funktionenraum {\displaystyle {\mathcal {F}}} heißt nun eine positive Linearform, wenn
{\displaystyle f\geq 0\implies I(f)\geq 0}
gilt. Der Darstellungssatz besagt nun:
- Ist {\displaystyle X} ein lokalkompakter Raum, so wird jede positive Linearform auf {\displaystyle C_{c}(X)} durch ein eindeutiges Radon-Maß bestimmt.
- Ist {\displaystyle X} ein lokalkompakter Raum, so wird jede positive Linearform auf {\displaystyle C_{0}(X)} durch ein eindeutiges, endliches Radon-Maß dargestellt.
- Ist {\displaystyle X} lokalkompakt und σ-kompakt, so wird jede positive Linearform auf {\displaystyle C(X)} durch ein eindeutiges Radon-Maß mit kompaktem Träger dargestellt.

Die Darstellung ist dann jeweils gegeben durch
{\displaystyle I(f)=\int f\mathrm {d} \mu },
wobei {\displaystyle \mu } das entsprechende (endliche) Radon-Maß (mit kompaktem Träger) ist und die Aussage für alle {\displaystyle f} aus dem entsprechenden Funktionenraum gilt.

## Varianten
Es existieren zahlreiche Modifikationen des Darstellungssatzes. So kann man
- andere topologische Räume {\displaystyle X} als Grundraum wählen wie beispielsweise vollständig reguläre Räume,
- alternative σ-Algebren wählen wie beispielsweise die Vervollständigung der Borelsche σ-Algebra bezüglich eines Maßes oder die σ-Algebra der Baireschen Mengen,
- weitere Funktionenklassen wählen wie beispielsweise die beschränkten stetigen Funktionen {\displaystyle C_{b}(X)}
- andere Regularitätsanforderungen an das darstellende Maß stellen,

Entsprechend diesen vielfältigen Abstufungen gibt es verschiedene Varianten, den Darstellungssatz zu formulieren.

## Folgerungen
Ausgehend von der Darstellung positiver Linearformen lassen sich die Dualräume gewisser Funktionenräume herleiten, indem man eine Linearform eindeutig in zwei positive Linearformen (Positivteil und Negativteil) zerlegt. Teilweise werden dann auch diese Aussagen über die Dualräume als der Darstellungssatz von Riesz bezeichnet.
So liefern die obigen Aussagen dann, dass der Raum der regulären signierten oder komplexen Maße, versehen mit der Totalvariationsnorm, normisomorph zum Dualraum von {\displaystyle C_{0}(X)} ist.